# Jhon Durán
Jhon Jader Durán Palacio (ur. 13 grudnia 2003 w Medellín) – kolumbijski piłkarz występujący na pozycji napastnika, reprezentant Kolumbii.